# Памела Рай
Памела Рай (англ. Pamela Rai, 29 березня 1966) — канадська плавчиня.
Призерка Олімпійських Ігор 1984 року.
Переможниця Ігор Співдружності 1986 року.
Призерка Панамериканських ігор 1983 року.